# Naengguk
Naengguk es un término alusivo a todos los tipos de guk (sopa) fría en la cocina coreana, consumidos principalmente en verano. También se llaman changuk, que significa literalmente ‘sopa fría’, mientras naengguk es una combinación de una palabra hanja y otra coreana con el mismo significado.
El primer registro histórico de naengguk aparece en un poema escrito por Yi Gyu-bo (1168–1241), un alto oficial del periodo Goryeo (918–1392). En el poema el naengguk se denomina sungaeng, que significa literalmente ‘sopa hecha con sunchae’ (Brasenia schreberi). Yi alababa su sabor claro y limpio, diciendo que hacía que los platos normales pareciesen vulgares.
El naengguk se divide generalmente en dos categoría según sus condimentos e ingredientes. La primera se prepara mezclando agua fría y vinagre para dar un sabor agridulce, como en el caso del miyeok naengguk (hecho con wakame), el oi naengguk (pepino), el pa naengguk(cebolleta), el nameul naengguk (ajo) y el gim naengguk (hecho con gim o nori). La otra categoría se hace mejorar la salud y tiene sabores fuertes, como en el caso de la sopa fría hecha con pollo, sésamo o soja.